# الحديقة النباتية شيبوداس
الحديقة النباتية شيبوداس (بالإندونيسية: Kebun Raya Cibodas) تقع الحديقة على مساحة 84.99 هكتار (210.0 فدان)، وهي حديقة نباتية تقع على منحدرات سفوح جبل غيدي، وتقع في مناطقة شيبوداس من جاوة الغربية بإندونيسيا. يتم تشغيل الحديقة من قبل المعهد الإندونيسي للعلوم (معهد العلوم الإندونيسي).

## التاريخ
تأسست الحديقة في عام 1852 من قبل عالم النبات الهولندي يوهانس الياس تيسمان، كفرع من الحدائق النباتية في بوجور، واكمل التخطيط عالم النبات رودولف شيفر في سنوات لاحقة. وقد تم بناء هذه الحدائق على ارتفاع عال، في أجواء تسمح بنمو النباتات شبه الاستوائية. ترتفع الحديقة حوالي 1.300 - 1.425 متر فوق مستوى سطح البحر، ومتوسط درجة حرارتها في جميع شهور السنة 20.06 درجة مئوية، ومتوسط الرطوبة 80.82٪.
الحديقة هي المكان الأول التي استزرعت فيه أشجار الكينا في إندونيسيا عام 1854. الأشجار الأصلية جلبت إلى جاوة بواسطة يسطس كارل هاسكارل عالم النباتات الاتيني، وجربت بنجاح في الحديقة. هناك أيضًا نباتات غريبة عن تربة إندونيسيا مثل أوكالبتوس من أستراليا، والصنوبريات من أوروبا وغيرها زرعت في الحديقة.

## التنوع النباتي
هناك ما يقرب من 10.792 من الأشجار والنباتات تعيش في الحديقة، بما في ذلك 320 شجرة سحلبية استزرعت في بساتين الفاكهة، 289 من الصبار، 22 من النباتات العصارية، 216 من الطحالب، 103 من السرخس، و1162 من الأنواع النباتية التي تعيش في المناطق القريبة من الحديقة النباتية. ولا يوجد في الحديقة سوى 114 فقط من الأنواع النباتية التي يعود أصول أنواعها من جاوة الشرقية توجود في الحديقة.
تنقسم المجموعات الزراعية إلى أقسام تعيش بعضها في الهواء الطلق وقسم داخل محميات زراعية. القسم داخلي يضم النباتات داخل البيوت الزجاجية، بما في ذلك الصبار وبساتين الفاكهة، وتنقسم النباتات الخارجية إلى قسم حديقة ساكورا، وحديقة الطحالب، وحديقة رودودندرون، وحديقة نبات السرخس، وحديقة الطب. في أبريل 2014، افتتحت الحديقة النباتية قسم جديد هو بيت نابنط (بالإندونيسية: Rumah Kantung Semar)، التي تحتوي على 55 نوعًا طبيعيًا، وحوالي 47 أنواع هجينة.

## معرض صور

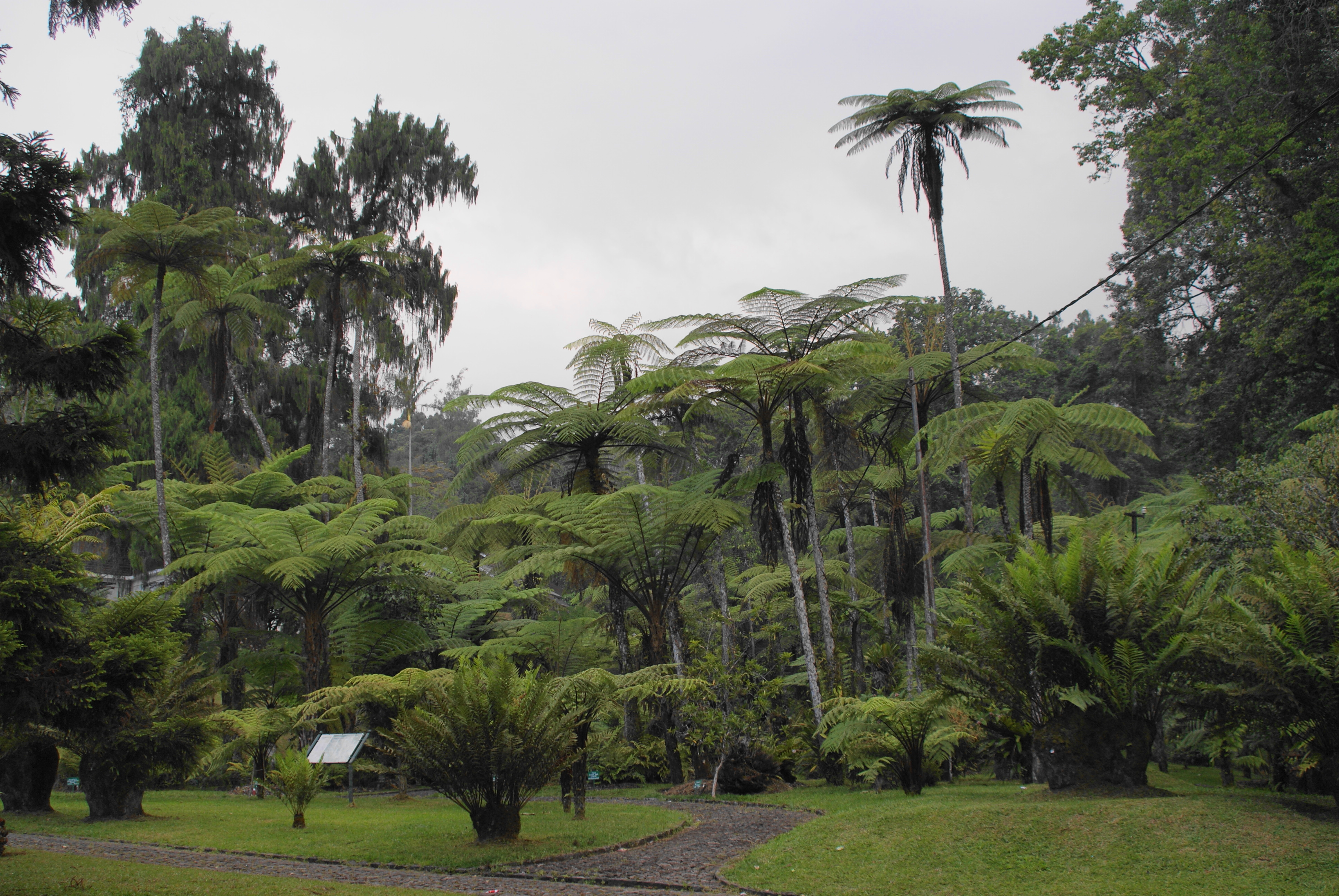
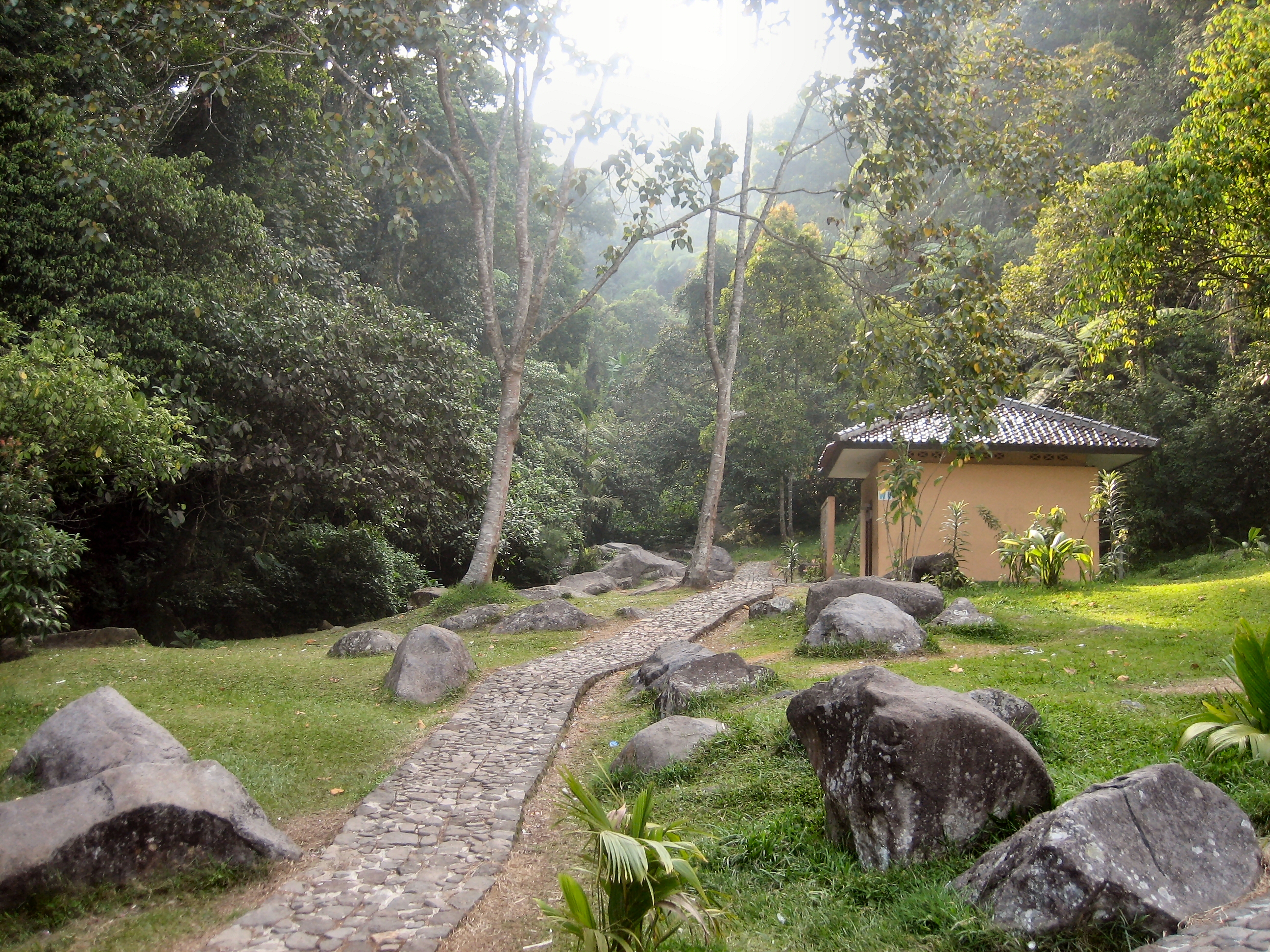
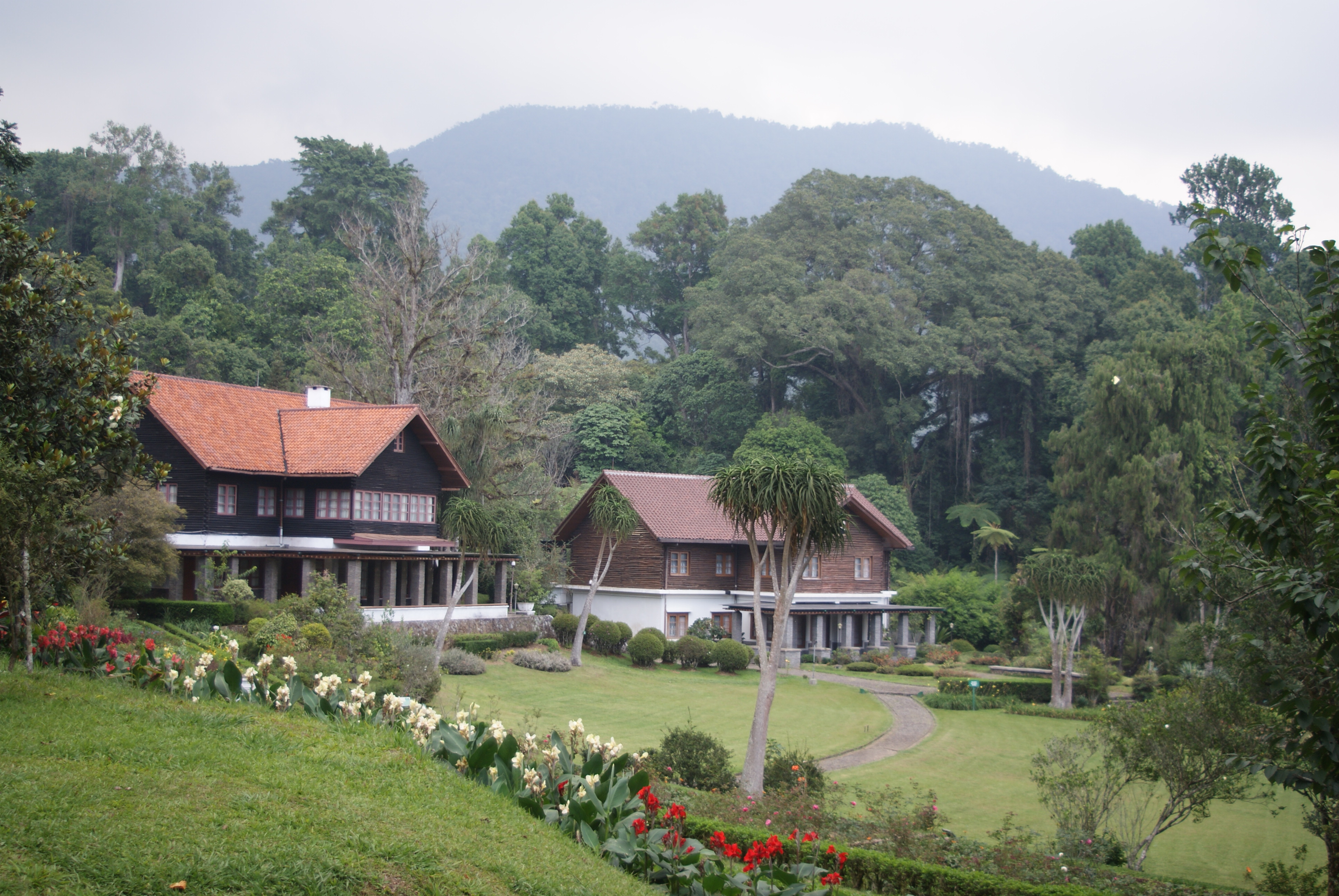
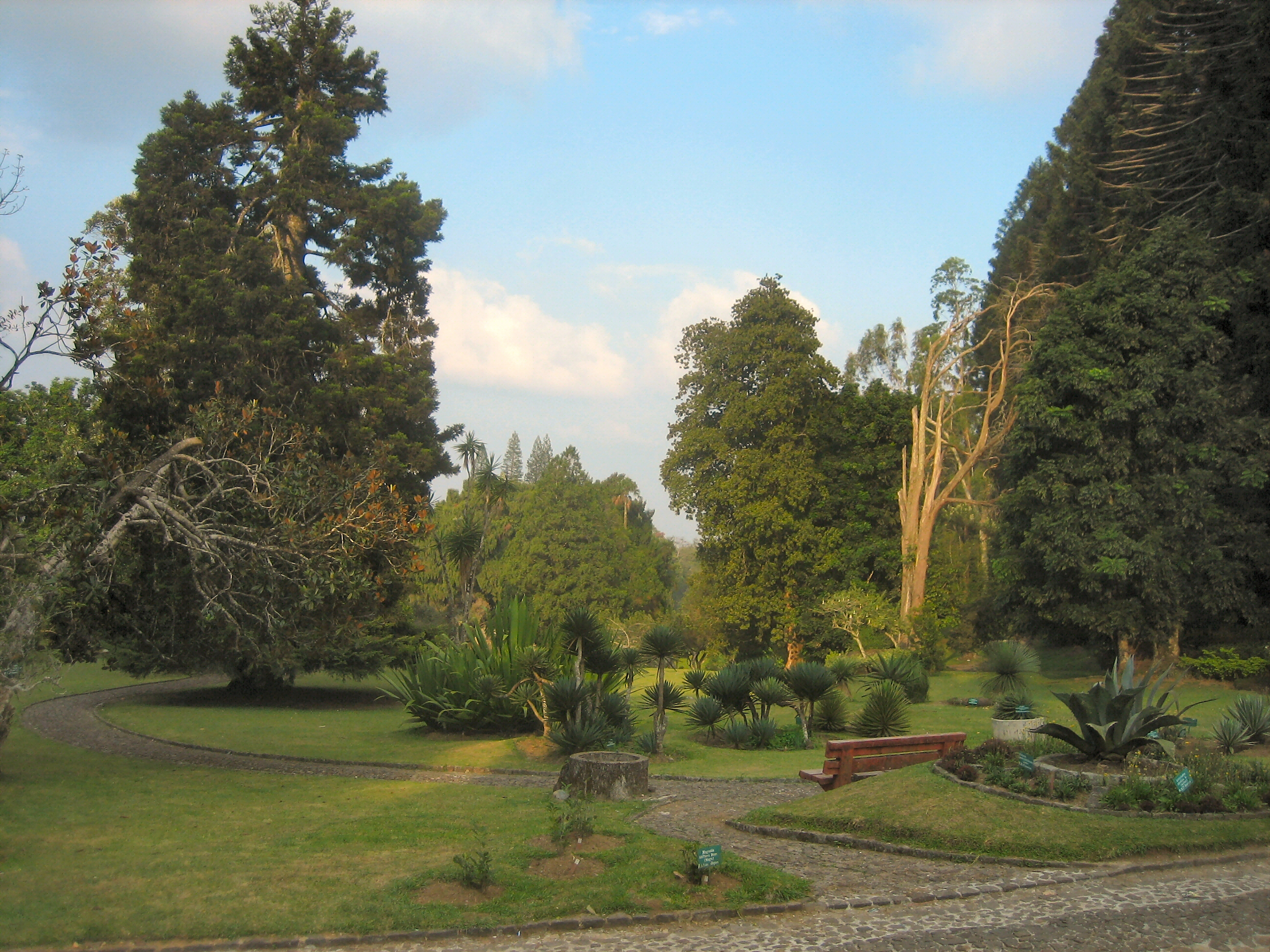